# 6월 민주 항쟁
6·10 민주 항쟁, 6월 민주 항쟁(한국 한자: 六月民主抗爭, 문화어: 6월인민항쟁), 간단히 6월 항쟁(한국 한자: 六月抗爭)은 1987년 6월 10일부터 6월 29일까지 대한민국에서 전국적으로 벌어진 반정부 시위이다.
4·13 호헌 조치와 부천경찰서 성고문 사건, 박종철 고문치사 사건 그리고 이한열 최루탄 피격 사건 등이 도화선이 되어 6월 10일 이후 전국적인 시위가 발생하였고, 이에 6월 29일 노태우의 수습안 발표로 대통령 직선제로의 개헌이 이루어졌다. 이후 1987년 12월 16일 새 헌법에 따른 대통령 선거가 치러졌다.
6월 항쟁은 대한민국의 민주화에 큰 영향을 주었으며, 사회 운동이 비약적으로 상승하는 효과를 가져왔다.

이 항쟁은 한국 도심의 중심 경복궁을 중심으로 동서남북으로 최루탄이 터지며 시작이 되었음을 알려주었다. 이한열을 비롯한 학생들이 최루탄을 맞거나 박종철 열사와 같이 고문으로 죽게 되는 학생들도 몇 있었다.

## 항쟁 이전

### 신군부 쿠데타 전후
1979년 10·26 사건으로 제4공화국의 대통령 박정희가 죽고, 새로 취임한 대통령 최규하는 국민들의 민주화 요구를 임하겠다고 밝혔다.(서울의 봄) 하지만 이 기쁨도 잠시, 1979년 12월12일 전두환 등을 비롯하여 신군부(하나회)가 군사반란을 일으켜 군부 내 실권을 장악했다. 이후 전두환은 최규하를 꼭두각시처럼 조종했고, 집권 시나리오에 따라 집권하려는 움직임을 보인다.
광주 시민들이 민주화 운동을 벌이기 시작했다. 곧바로 시위 규모는 커졌고, 시위 참가자들도 급격하게 늘어나기 시작했다. 하지만 신군부는 이를 무력으로 유혈 진압하였다. 이후 전두환은 통일주체국민회의에 의해 장충체육관에서 대통령으로 추대되어, 새 대통령으로 취임하게 된다.

### 박종철 고문치사 사건
서울대학교 언어학과 3학년에 재학 중이던 박종철은 1987년 1월 13일 자정 경 하숙집에서 치안본부(現 경찰청) 대공분실 수사관 6명에게 연행되었다.
‘대학문화연구회’ 선배이자 ‘민주화추진위원회’ 지도위원으로 수배 받고 있었던 박종운을 잡기위해 연행한 것이였다. 취조실에 연행해간 공안 당국은 박종철에게 박종운의 소재를 물었으나, 박종철은 순순히 대답하지 않았다. 이에 경찰은 잔혹한 폭행과 전기고문, 물고문 등을 가하였고, 박종철은 끝내 1987년 1월 14일 치안본부 대공수사단 남영동 분실 509호 조사실에서 사망했다. 11시 45분 경 중앙대 용산병원으로 옮겨졌는데 의사가 검진했을 당시 이미 숨져 있었다.
그러나 당시 정부는 고문으로 사망했다는 사실을 은폐하기 위해 '책상을 탁 치니 억 하고 쓰러졌다'라고 사망원인을 발표하였다.
2월 7일 전국 주요 도시에서 "박종철군 범국민추도식" 및 도심 시위가 열렸고, 이어 3월 3일에는 "박종철군 49재와 고문추방 국민대행진"과 함께 또 다른 시위가 열렸다. 이후 4월 2일 서울대학교 학생들의 학부모 130여 명이 건국대학교 사태 등 시국관련 구속학생의 징계철회를 요구하며 철야 농성을 벌였다.

### 정부의 개헌논의 유보
하지만, 전두환은 그들의 요구를 들어주지 않았다. 1987년 4월 13일, 그는 '대통령 특별담화'를 발표, 개헌(改憲) 논의를 유보하겠다고 밝혔다.
본인은 얼마 남지 않은 촉박한 임기와 현재의 국가적 상황을 종합적으로 판단하여 중대한 결단을 내리지 않으면 안되게 되었습니다. 이제 본인은 임기 중 개헌이 불가능하다고 판단하고 현행 헌법에 따라 내년 2월 25일 본인의 임기 만료와 더불어 후임자에게 정부를 이양할 것을 천명하는 바입니다. 이와 함께 본인은 평화적인 정부 이양과 서울올림픽이라는 양대 국가 대사를 성공적으로 치르기 위해서 국론을 분열시키고 국력을 낭비하는 소모적인 개헌 논의를 지양할 것을 선언합니다.

본인의 이 결단은 오늘의 망국을 타개하고 국가 목표를 수행하는 데 현실적으로 최선의 길이라는 판단에 따른 것으로서 국민 여러분께서 전폭적인 도움과 신뢰를 보내주실 것을 간곡히 당부하고자 합니다. 2가지의 국가 대사를 완성한 후에 충분한 시간을 두고 개헌 문제를 다시 생각한다면 나라의 백년대계를 위한 좋은 방안이 발견될 수 있을 것으로 본인은 확신하는 바입니다. 이제 우리의 정치도 나라와 사회 성장발전에 부응하는 선진 정치의 길로 나아가야 한다는 신념에서 본인은 남은 기간 동안 민주발전의 기반을 더욱 넓히고 사회 안정과 국민 화합을 다지기 위한 조치들을 더욱 과감하게 추진해 나가고자 합니다. 그러한 노력의 하나로 본인은 국민의 정치 참여를 확대하기 위한 지방자치제를 강제적으로 실시해 나갈 계획입니다. 이 문제가 조속히 매듭지어져서 본인의 임기 내에 지방 자치가 시작된다면 민주 발전을 위한 또 하나의 튼튼한 토대가 마련되는 것입니다. 이와 함께 본인이 강조하고 싶은 것은 이제는 우리의 정치도 시대의 변천과 사회의 발전에 따라 꾸준한 신진대사가 이루어져야 한다는 사실입니다. 낡은 시대의 낡은 사고방식에 젖어 있는 인물에게 발전하는 나라의 장래를 의탁할 수는 없는 것입니다. 그러한 점에서 전환기의 정치를 이끌어나갈 참신하고 유능한 정치 신진들을 광범위하게 포용하고 육성하는 정당의 노력은 매우 필요하다고 하겠습니다.— 1987년 4월 13일 대통령 전두환

이후 전두환은 대통령 선거인단 선거와 대통령 선거는 1987년 내에 공정한 선거관리를 통해 자유 경선의 분위기가 보장되는 가운데 차질없이 실시할 수 있게 모든 노력을 다할 것이라고 다짐했으며, 또 민정당의 후임 대통령 후보는 조속한 시일 안에 국민의 지지를 받을 수 있는 인물 가운데 서 당헌 절차와 민주 방식에 따라 전당대회에서 선출되도록 할 것이라고 말했다.
하지만, 이는 '호헌 조치'라는 그 이름대로 현행 헌법에 따라 권력을 이양한다는 것이었다. 그들은 국민들의 큰 기대를 얻을 것이라 믿었으나, 기대는커녕 오히려 반발을 가져오는 요인이 되고 말았다. 곧바로 이튿날인 4월 14일 천주교 김수환 추기경 등 각계 인사들이, 호헌 조치를 비판하는 시국 성명을 발표하기에 이른다.

### 통일민주당 창당 방해 사건
군사정권의 억압속에 대통령 직선제 개헌을 주장하는 분위기가 높아졌지만, 신한민주당의 이민우 총재, 이철승 등은 당시 정부의 내각제 개헌에 대해 지지의사를 밝혔다. 이에 반발한 김영삼, 김대중 등은 70여명의 의원들과 함께 신한민주당을 탈당하여 통일민주당 창당을 추진하였다.
이에 전두환이 그냥 넘어갈 리가 없었다. 1987년 4월 20일부터 4월 24일까지, 통일민주당의 20여개 지구당에 폭력배들이 난입하여 기물을 부수고 당원들을 폭행하는등 난동을 부렸으며, 이로 인해서 창당대회는 인근 식당이나 길거리에서 약식으로 치러졌다. 통일민주당 측은 처음 이 일은 정부가 개입한 비열한 정치공작이라 규탄하고 엄정한 수사를 촉구하였으나, 수사는 제대로 진행되지 않았다.

### 이한열 최루탄 피격 사건
1987년 5월 17일, 노동자였던 황보영국은 부산상고(현 개성고) 앞에서 '독재타도' 등을 외치며 분신했으며, 일주일 뒤 사망하였다. 이튿날인 5월 18일 명동성당에서 광주항쟁 7주년 미사에 정의구현사제단 김승훈 신부가 박종철 고문 치사 사건이 경찰에 의해 축소·은폐되었음을 폭로하였다. 이에 제5공화국 정권을 비판하던 국민들은 전두환 군사독재정권의 옳지 못함에 크게 분노하였고, 이후 민주화를 요구하는 시위가 전국에서 자주 일어났다. 이후 5월 23일 "박종철 고문살인은폐조작규탄 범국민대회 준비위원회"가 결성되었고, 이들은 6월 10일에 규탄대회를 갖기로 결정하였다(그날은 노태우가 민정당 대선 후보로 선출된 날이기도 하다).
전두환은 후계자로 국무총리 노신영을 지명했으나, 5월 26일 고문치사사건에 대한 책임을 물어 노신영 국무총리를 경질하였다. 이후 이한기를 신임 총리로 교체하였다. 이튿날 전국의 재야지도자 2200여 명이 함께 "민주헌법쟁취국민운동본부"를 결성하였고, 한국 기독교 장로회 향린교회에서 발기인 대회를 열었고, "호헌 조치 철회 및 직선제개헌 공동쟁취 선언"을 발표하였다. 이를 향린교회에서는 교회문에 기념패를 만들어 기억하고 있다.
6월 9일 연세대학교 에서 6.10 대회 출정을 위한 연세인 결의대회를 마친 학생들이 시위를 하며 교문으로 나오는 학생들을 경찰이 최루탄을 쏴대며 시위를 하는 학생들을 진압했다. 이과정에서 시위에 참여한 연세대학교 학생인 이한열이 경찰이 쏜 최루탄에 뒷머리를 맞고 부상(7월 5일 사망)을 입었다. 이 사건은 당시 한 미국인 기자에 의해 포착되어 신문에 올라가면서 전 세계적으로 이목을 끌게 되고, 이 사건은 시위의 규모를 더욱 커지게 만드는 사건이 된다. 이한열은 몸살로 원래 참가하면 안되는 상태였으나 약속을 지켜야 한다는 한 마음으로 결국 시위에 뛰어 들었다. 4시 45분 경 이한열이 마지막으로 뛰어들어가는 순간 한 전경이 이한열의 머리를 조준해 깡통탄이라는 최루탄이 이한열을 피격 한 것이였다. 이한열은 1달후 사망했다. 이한열 열사의 장례행렬은 연세대 학교, 경복궁, 망월 묘지를 순으로 진행되었다. 그는 망월묘지공원에 안장 되었다.

## 6월 민주 항쟁 시위의 진행

### 6월 10일
1987년 6월 10일 잠실체육관에서 민주정의당 제4차 전당대회 및 대통령 후보 지명대회 개회가 열렸고, 노태우는 이 대회에서 민정당의 제13대 대통령 후보로 선출되었다.
그러나 같은 날 전국에서 반정부 민주화 시위가 일어났다. "민주헌법쟁취국민운동본부"의 주최로 대한성공회 서울교구 서울주교좌대성당에서 "박종철군 고문치사 조작, 은폐 규탄 및 호헌철폐 국민대회"를 개최하였다. 이를 대한성공회 서울교구 서울주교좌대성당에서는 '6월 민주항쟁 발생지'기념비를 만들어 기억하고 있다. 민주헌법쟁취국민운동본부는 오후 6시를 기해 전두환 독재정권에 대한 민중항쟁의 뜻으로 차를 세워서 경적을 울려줄 것 또는 흰 손수건을 흔들어 달라고 지침을 내리어 택시운전노동자들의 경적소리와 시내버스에서 흰 손수건을 흔드는 시민들이 줄을 이었다.
여고생들은 민중항쟁 참여자에게 마실 물과 도시락을 가져다 주는 등의 적극적인 참여와 지원을 하여 서울도심에서 민중항쟁이 진행될 수 있었고, 특히 명동성당 농성 당시 성당 옆 계성여고 등에서 도시락과 물 등의 적극적인 지원으로 농성이 진행될 수 있었다. 당시 성공회 서울주교좌대성당에서는 감사성찬례(성공회 미사)때 피아노를 연주할 전례 봉사자가 필요하다는 명분으로 민주헌법쟁취국민운동본부 관계자가 경찰의 감시를 피해 성공회 대성당 안에 들어올 수 있도록 하였다.

### 6월 11일
재야와 시민단체의 시위가 터지자, 치안당국은 전날 있었던 야권의 집회는 '폭력성을 드러낸 법질서 유린행위'였다고 지적하였고, '앞으로도 법질서 파괴 행위는 어떤 일이 있더라도 단호하게 대처하겠다'고 밝혔다. 당시 치안본부장이었던 권복경은 야권의 집회와 관련한 발표를 통해서 주최 측이 비폭력집회를 열겠다고 공언하고도 전국에 걸쳐 폭력적 난동사태를 유발한 것은 법질서 유린행위였다고 지적했다.
이 날 서울 명동성당에서는 대학생 등 600여 명이 경찰과 대치하며 1주일 째 시위를 계속했고, 남대문시장 등 명동 외곽 지대에서조차 산발적인 시위가 벌어졌다.

### 6월 12일
6월 10일 대회 끝에 명동성당에 들어간 시위농성자들은 사흘 째 시위농성을 벌였고, 서울 도심에서도 산발적인 시위가 터졌다. 그러자 당국은 명동성당 시위 사건에 단호하게 대처한다는 방침을 세우는 한편 사태 해결을 위해서 적극적인 움직임을 보였다.
명동성당을 점거한 뒤 시위를 벌여온 농성자들은 당초 600여 명에서 350여 명으로 숫자가 줄어들었으나, 경찰의 해산 종용에도 불구하고 계속 농성을 벌였다. 시위 농성자들은 11일과는 달리 바리케이트를 철거하고 극렬한 행동을 보이지는 않았지만 성당을 점거한 채 농성을 풀지 않고 계속 경찰과 대치하였다.
하지만 오후가 되자 시위의 규모는 커졌다. 오후 1시 쯤에는 코스모스 백화점 앞에서, 오후 5시 무렵부터는 각 대학에서 시내로 나간 학생들이 명동을 중심으로 롯데 쇼핑 앞과 중앙극장 앞, 삼일 고가도로, 을지로, 광교 사거리, 시청 주변 등에서 기습 시위와 해산을 거듭했다.

### 6월 13일
시위가 계속되는 가운데, 정부와 여당은 당정회의를 잇달아 열어서 6.10 대회 이후에 계속되고 있는 시위 사태에 대처 방안을 논의하였으며, 사회혼란 행위에 대해서는 강력히 대응하기로 결정했다.
한편 명동성당은 별다른 충돌 없이 혼배성사와 미사가 예정대로 열리는 등 평화로운 모습을 보였지만 팽팽한 긴장은 계속되었다. 성당을 점거하고 있는 350여 명의 시위 농성자들은 오전 9시와 11시 50분 두 차례에 걸쳐 경찰저지선 50m앞까지 진출해 반정부 구호를 외치며 시위를 벌였다. 하지만 농성자들이 돌이나 화염병을 던지지 않았고, 경찰도 최루탄을 쏘지 않아 서로가 자제하는 모습이 역력했다. 평화적인 모습이 계속되었으나 점거학생들은 이번 사건과 관련해 연행, 구속된 사람들이 전원 석방될 때까지 농성을 계속하겠다고 밝혔고, 오후 2시부터는 서울지역 200여 명의 천주교 사제들이 이번 사태와 관련해 대책회의를 열고 학생들을 지지하고 보호하겠다는 전날의 성명을 재확인했다.

### 6월 14일
명동성당에서 농성을 벌이고 있는 학생들은 오전 한때 성당 입구 밖으로 나와서 구호를 외치며 시위를 벌였으나 10시 20분 이후부터는 문화관 대강당에서 시국 토론회를 가졌으며 신도들은 오전 7시 미사를 비롯해서 예정된 휴일 미사에 참가했다. 오전, 오후 미사가 끝난 뒤에 성당 광장에서 한때 연좌시위가 있었으나 충돌없이 곧 해산했다.
그 날 오후 명동성당 주변에 모여든 서울시내 대학생 2000여 명은 상업은행 본점, 롯데쇼핑, 사보이 호텔, 중앙극장 그리고 퍼시픽 호텔 앞 등 명동 일대에서 산발적인 시위를 벌였다. 그러나 경찰은 최루탄 발사를 자제했으며, 시위대 역시 돌과 화염병을 던지지 않아 이전과 같은 격렬한 시위 양상은 없었다. 김병도 명동성당 주임 신부는 성명을 낸 뒤, '민주화를 위한 학생들의 노력에 성원을 보내지만, 교회가 사명을 다하기 위해서는 모든 부분에서 학생들과 뜻을 같이할 수 없는 한계가 있기 때문에 직장과 학교 그리고 가정으로 돌아가 달라'라고 권고했다.

### 6월 15일
명동성당을 점거하고 있던 농성자들은 사제단의 뜻을 받아들여 해산했다. 그들은 오후 1시 30분 농성을 해산하겠다는 내용의 성명을 발표하였고, 오후 2시 성당 입구에서 해산식을 가졌다.
그러나 서울을 비롯한 지역에서 산발적인 시위가 계속되었고, 특히 서울의 경우 명동을 비롯한 시내 일부 대학에서 명동 사태를 지지하는 시위가 산발적으로 계속됐고 부산, 대전, 대구 등 일부 지역에서도 학생들의 시위가 있었다.

### 6월 16일

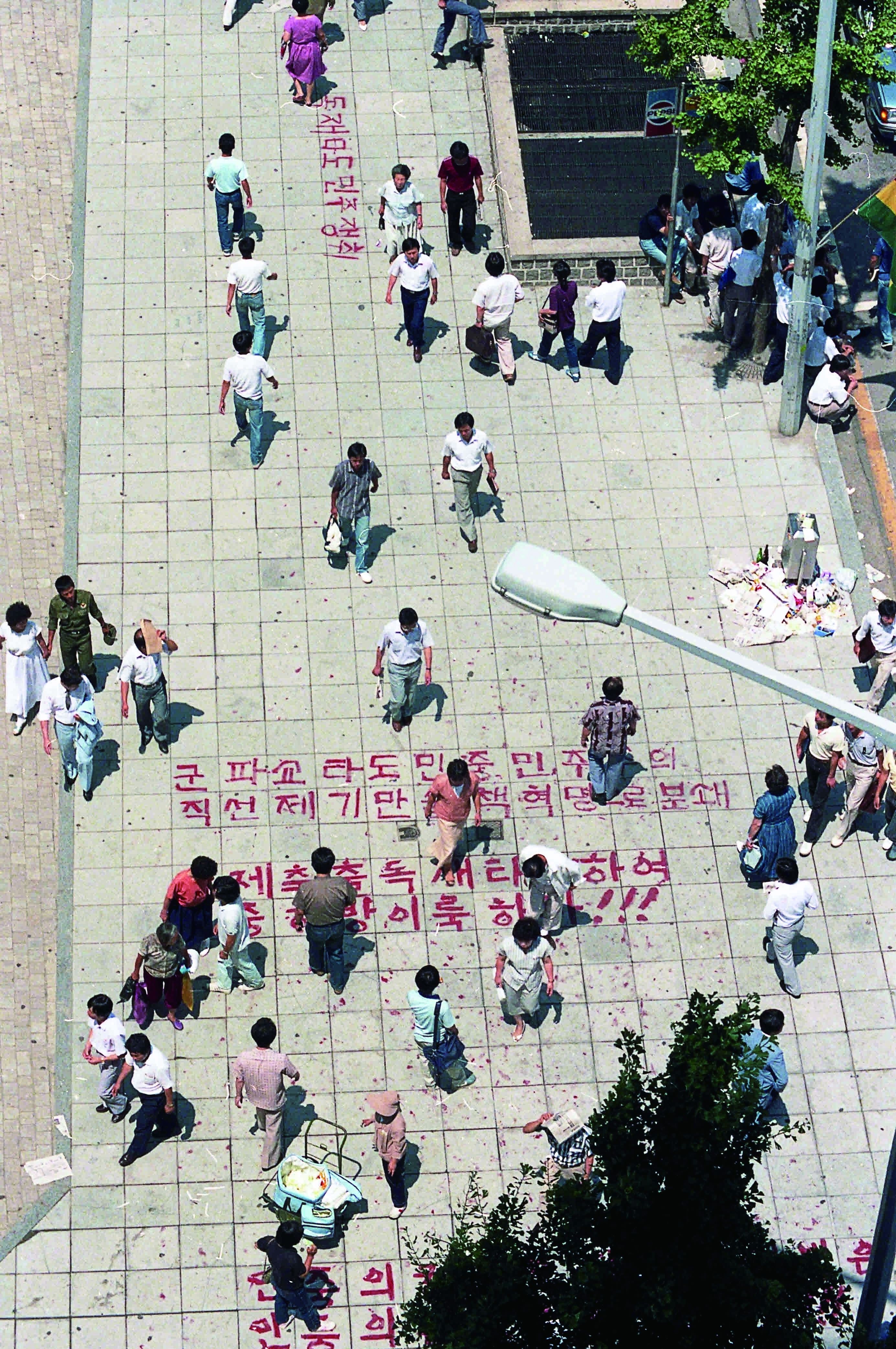
서울시청 인근 보행로에 새겨진 독재 규탄 문구 (7월 9일)

명동성당 점거 농성에 이어 시위가 계속되어 경남 진주에서는 파출소 4개에서 화재가 발생했다. 치안 본부에 따르면 당일 전국 57개 대학에서 4만여 명이 교내 시위를 벌였는데 주로 부산과 진주, 대구 지역에서 과격한 시위가 있었던 것으로 집계되었다. 그리고 10일 당시 구속되었던 사람들을 석방하겠다고 밝혔다.
그러나 시위가 계속되자 서울교육대학교에 대해 무기한 휴업령을 내렸다.

### 6월 17일
전날에 이어 시위를 이어가던 진주 경상대 학생들이 남해고속도로로 재차 진입, 도로를 점거하고 LP 운반 차량 2대를 탈취하여 폭파 협박을 하며 진주시내 진입을 시도해 정촌파출소를 불태웠다. 이 초유의 사태에 치안당국도 경악하여 경찰특공대까지 투입, 시위대를 겨우 해산시키고 운반 차량을 재탈환했다. 하지만 그날 밤에 시위대가 다시 뭉쳐 경전선 철도를 점거하는 바람에 철도 운행이 일시 중단되었다. 마산에서 대규모 시위가 이어져 노동부 마산 사무소, 산호 1 파출소가 전소되고 방범초소가 전소되었다.

### 6월 18일
부산에서는 좌천동 고가도로에서 당시 27살이던 이태춘이 경찰의 최루탄을 직격으로 맞고 다리아래로 떨어져 남구 대연동에 있는 병원으로 옮겨졌다가 병원의 시설미비로 인해 오전 12시 봉생병원으로 옮겨져 치료를 받던중 24일밤 숨을 거두었다.
파출소 29곳, 경찰서 2곳, 민정당사 4곳이 불탔다. 민주헌법쟁취 국민운동본부는 이날의 평화대행진에 6·10 대회 때의 3배가 넘는 100만 명이 참여했다고 추산했다. 특히나 회사원들, 넥타이 부대들의 시위 참여로 6월 항쟁은 학생 항쟁에서 시민 항쟁으로 변화했다는 평가를 받았다. 경찰력은 명백히 한계를 드러냈고, 국민들의 행진을 막을 수 있는 물리력은 계엄군밖에 없었다. 6월 항쟁은 고립된 한 도시에서가 아니라, 전국 동시다발로 진행되었다. 일선을 비워둔 채 전군을 시위 진압에 투입하지 않는 한 6월의 행진을 제압할 방안은 없었다.

### 6월 29일

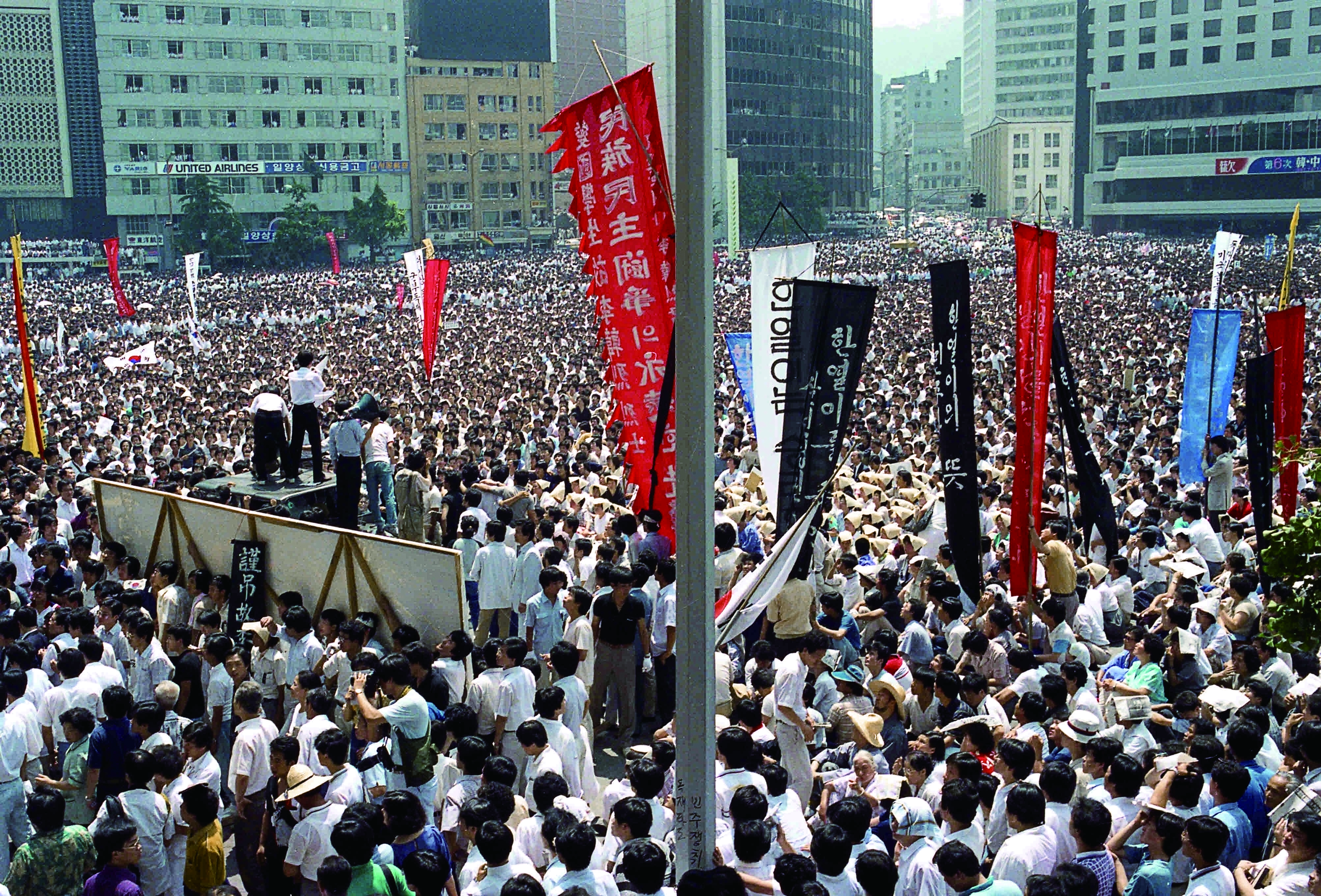
7월 9일 이한열 추모 행진의 군중

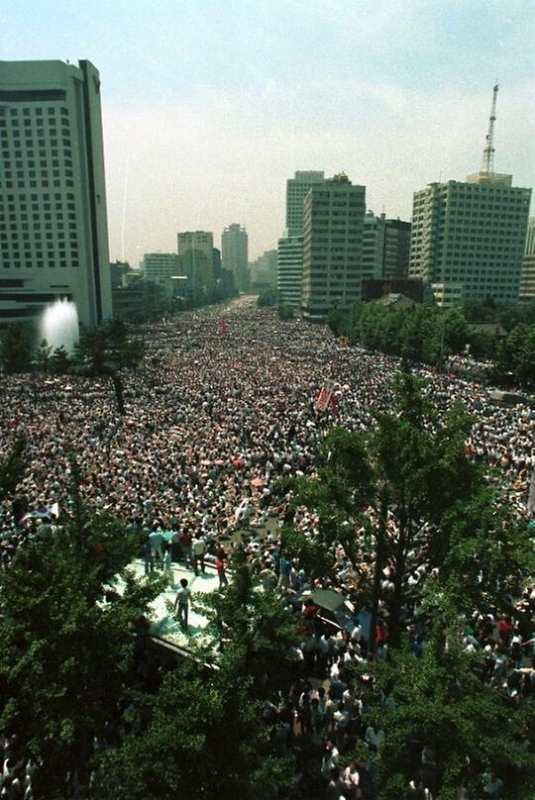
이한열 추모 행진의 전경

민정당 대선 후보였던 노태우는 전두환에게 직선제 개헌안을 수용할 것을 건의하여 승락을 받아냈다. 이후 노태우는 대통령 선거 직선제 개헌, 김대중 사면복권 및 구속자 석방, 사면, 감형 등을 비롯 야당과 재야 세력이 주장해온 헌법 개헌 등의 한국의 민주화를 위한 요구를 대폭 수용하고 직선제 형태의 대통령 선거를 골자로 하는 내용의 8개항의 시국수습방안(6·29 선언)을 발표한다. 이것으로 제5공화국의 정직선제 개헌을 하고 새 헌법에 의한 대통령 선거를 통해서 1988년 2월 평화적인 정부이양을 실행하도록 한다.
1. 직선제 개헌이라는 제도의 변경뿐만 아니라 이의 민주적 실천을 위하여 자유로운 출마와 공정한 경쟁이 보장되어 국민의 올바른 심판을 받을 수 있는 내용으로 대통령 선거법을 개정하여야 한다.
2. 정치권은 물론 모든 분야에 있어서의 반목과 대결이 과감히 제거가 되어 국민적 화해와 대단결을 도모하여야 한다.
3. 인간의 존엄성은 더욱 존중되어야 하며, 국민 개개인의 기본적 인권은 최대한 신장되어야 한다.
4. 언론자유의 창달을 위해서 관련제도와 관행을 획기적으로 개선해야 한다.
5. 사회 각 부분의 자치와 자율은 최대한 보장되어야 한다.
6. 정당의 건전한 활동이 보장되는 가운데 대화와 타협의 정치풍토가 조속히 마련되어야 한다.
7. 밝고 맑은 사회건설을 위하여 과감한 사회 정화 조치를 강구해야 한다.

이어 "민주헌법쟁취국민운동본부"와 재야 단체는 즉각적인 개헌작업착수와 전원석방 및 수배해제를 촉구하는 성명을 발표 했었다.

## 항쟁 이후
노태우 민주정의당 대표의 6·29 수습 선언 이후 전두환이 몰락하게 됨과 동시에 직선제 개헌이 본격적으로 추진되었고, 제6공화국 새 헌법 개정을 위한 국민투표를 거쳐 1987년 10월, 대통령 직선제 개헌이 이루어졌다.
대통령 직선제 개헌으로 16년 만에 대통령선거가 직접선거로 치러졌지만, 정통 민주세력이자 당시 야당의 중심축이었던 김대중 당시 통일민주당 고문과 김영삼 당시 통일민주당 총재가 대통령후보 출마를 놓고 공식 선거전을 앞둔 1987년 10월에 분열을 일으키면서 독자 출마를 강행하게 되었다.
결국 6월 항쟁의 중심 역할을 했던 민주세력의 통합이 불발되었고, 12월 16일 치러진 제13대 대통령 선거에서는 민주정의당의 노태우 후보가 당선되었다.

## 항쟁의 의의
6월 항쟁은 군사적 독재 정치가 종식을 고하는 계기가 되었다. 형식적으로는 노태우 정권의 출범으로 귀결돼 군사주의가 완전히 끝났다고 보기는 어렵지만 정치·사회·문화적으로 민주주의의 이념과 제도가 뿌리내리는 결정적 계기가 되었고, 각계각층의 민주적인 시민운동이 비약적으로 발전하는 계기가 되었다. 6월 항쟁은 노동자, 학생, 시민, 빈민, 농민 등이 사회 전반에 걸쳐 전 지역적으로 전개한 투쟁이었고 항쟁의 전 과정은 바로 이렇게 참여한 모든 사람들이 각성하고 조직적 힘을 발하는 계기가 되었다. 특히, 노조를 통해 조직화되어 나타난 7월과 8월, 9월의 노동자 대투쟁은 향후 노동자의 사회적 위상을 급격하게 드높이는 결과를 가져왔고 사회적으로 주목할 만한 현상이 되었다.

## 참고 문헌
- 이 문서에는 다음커뮤니케이션(현 카카오)에서 GFDL 또는 CC-SA 라이선스로 배포한 글로벌 세계대백과사전의 내용을 기초로 작성된 글이 포함되어 있습니다.

## 같이 보기
- 성공회 서울주교좌대성당
- 민주헌법쟁취국민운동본부
- 6·29 선언
- 박종철
- 이한열
- 부천경찰서 성고문 사건
- 전국민족민주유가족협의회